# 57-мм протитанкова гармата QF 6-pounder
57-мм протитанкова гармата QF 6-pounder (англ. Ordnance Quick-Firing 6-pounder 7 cwt) — британська протитанкова гармата періоду Другої світової війни. Використовувалась як основна протитанкова зброя піхотних частин британської армії, а також озброєння деяких танків і бронеавтомобілів. Хоча роботи щодо її створення були розпочати у довоєнний час, на озброєння вона поступила тільки у 1942 році й вперше була застосована в бою у квітні в боях у Північній Африці. 57-мм протитанкова гармата QF 6-pounder головним чином заміняла 40-мм протитанкову гармату QF 2 pounder, що мала значно слабкіші бойові можливості. Нова протитанкова гармата дозволила також визволити від виконання непритаманних функцій з боротьби з танками Е.Роммеля так звані 25-фунтові гаубиці, які повернули в артилерійські підрозділи для власних завдань з вогневого ураження. Армія США прийняла цю гармату на озброєння з позначенням 57-мм протитанкова гармата M1 (англ. 57 mm Gun M1).